# Pedicularis craspedotricha
Pedicularis craspedotricha är en snyltrotsväxtart som beskrevs av Carl Maximowicz. Pedicularis craspedotricha ingår i släktet spiror, och familjen snyltrotsväxter. Inga underarter finns listade i Catalogue of Life.